# Александър Димитров (офицер)
Вижте пояснителната страница за други личности с името Александър Димитров.
Александър Димитров Димитров е български офицер (генерал-майор), преподавател във Военната академия, началник-щаб на 1-ва пехотна софийска дивизия по време на Първата световна война (1915 – 1918), началник на канцеларията на Министерството на войната и инспектор на пограничната стража.

## Биография
Александър Димитров е роден на 17 март 1876 г. в Мургаш. През 1898 г. завършва Военно на Негово Княжеско Височество училище в 19-и випуск и е произведен в чин подпоручик. През 1899 г. е приведен на служба във 2-ро планинско артилерийско отделение, а на 2 май 1902 г. е произведен в чин поручик. Като поручик от Планинския артилерийски полк през 1903 г. е командирован в Николаевската академия на ГЩ в Санкт Петербург, която завършва през 1906 г. На 31 декември 1906 г. е произведен в чин капитан, а на 2 август 1912 г. в чин майор. В периода 1908 – 1912 служи във Военното училище.
През 1912 г. майор Димитров е назначен за командир на дружина от 29-и пехотен ямболски полк, по-късно служи като началник-щаб на бригада, а Балканските войни завършва като началник на оперативна секция в щаба на 1-ва армия, а от януари 1915 преподава в новосъздадената Военна академия. В началото на Първата световна война (1915 – 1918) командва 21-ви пехотен средногорски полк, на 2 август 1915 е произведен в чин подполковник, през 1916 г. е назначен за началник-щаб на 1-ва пехотна софийска дивизия, на 14 октомври 1917 г. е произведен в чин полковник.
По-късно полковник Димитров служи като началник на канцеларията на Министерството на войната и инспектор на пограничната стража. На 6 октомври 1924 г. е произведен в чин генерал-майор, а по-късно същата година преминава в запаса.

## Семейство
Генерал-майор Александър Димитров е женен и има 2 деца.

## Военни звания
- Подпоручик (1898)
- Поручик (2 май 1902)
- Капитан (31 декември 1906)
- Майор (2 август 1912)
- Подполковник (2 август 1915)
- Полковник (14 октомври 1917)
- Генерал-майор (6 октомври 1924)

## Образование
- Военно на Негово Княжеско Височество училище (до 1898)
- Николаевска академия на ГЩ в Санкт Петербург (1903 – 1906)

## Награди
- Военен орден „За храброст“ IV степен
- Военен орден „За храброст“ IV степен, 1 клас
- Княжески орден „Св. Александър“ V степен с мечове по средата
- Народен орден „За военна заслуга“ V степен с корона
- Знак „За 10 години отлична служба“